# Heinrich Lammasch

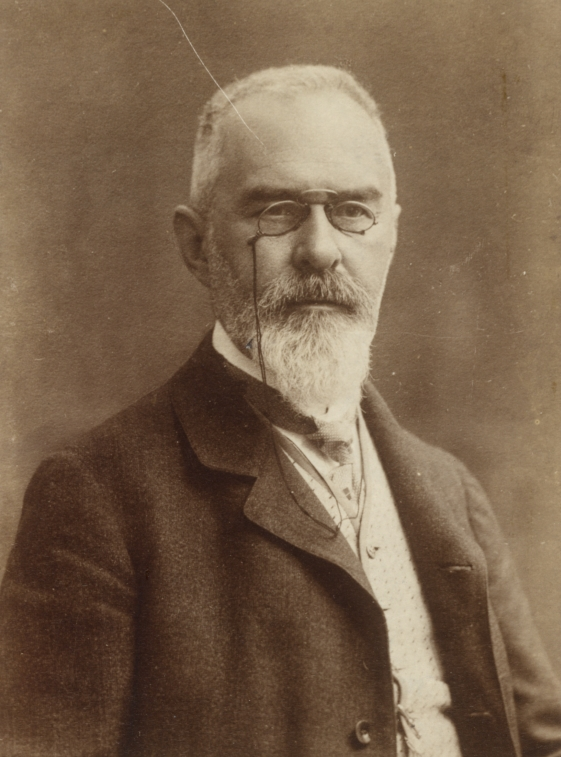
Heinrich Lammasch

Heinrich Lammasch (Seitenstetten, 21 mei 1853 - Salzburg, 6 januari 1920), was een Oostenrijks jurist en politicus. Hij was de laatste minister-president van het keizerrijk Oostenrijk in 1918.

## Biografie

### Jurist
Heinrich Lammasch was de zoon van een notaris en studeerde rechten aan de Universiteit van Wenen. In 1879 promoveerde hij en in 1882 werd hij hoogleraar strafrecht aan de Universiteit van Wenen. Van 1885 tot 1889 was hij hoogleraar strafrecht, rechtsfilosofie en volkenrecht aan de Universiteit van Innsbruck. Vanaf 1889 was hij opnieuw hoogleraar aan de Universiteit van Wenen.
Heinrich Lammasch was een overtuigd pacifist en aanhanger van arbitrage (scheidsrechtspraak). Vanwege zijn grote kennis van het arbitrair recht maakte hij deel uit van de Oostenrijks-Hongaarse delegatie bij de Haagse Vredesconferenties (1899 en 1907). In 1900 werd hij lid van het Permanent Hof van Arbitrage (zetel in Den Haag), bedoeld om conflicten tussen landen door middel van arbitrage op te lossen. Hij was driemaal president van het Permanent Hof.
Heinrich Lammasch ontwierp tussen 1906 en 1912 hij een nieuw Oostenrijks strafwetboek.

### Politicus
Heinrich Lammasch was naast pacifist ook een vurig monarchist. Hij was een van de raadgevers van aartshertog Frans Ferdinand van Oostenrijk-Este, de Oostenrijks-Hongaarse troonopvolger. Net als de aartshertog streefde Lammasch naar een federalisering van de Donaumonarchie. De monarchie zou naast de landsdelen Oostenrijk (keizerrijk) en Hongarije (koninkrijk) ook een nieuw te stichten Slavisch landsdeel. Anders dan de aartshertog meende Lammasch dat dit via vreedzame middelen te bereiken was.
Na de moord op de aartshertog door een Bosnisch-Servische nationalist op 28 juni 1914, verzette Lammasch zich tegen een oorlog tegen Servië, die uiteindelijk toch uitbrak (29 juli 1914) en leidde tot de Eerste Wereldoorlog. Vanwege zijn pacifistische ideeën werd Lammasch gearresteerd en korte tijd vastgehouden. Dankzij persoonlijk ingrijpen van keizer Frans Jozef kwam Lammasch vrij. Na zijn vrijlating streefde hij naar een vrede met de Entente mogendheden en een federalisering van Oostenrijk (Hongarije verzette zich resoluut tegen federalisering) om zo het voortbestaan van het keizerrijk te kunnen zeker stellen. Bovendien zou Oostenrijk neutraal moeten worden.
In december 1916 verzocht de nieuwe keizer Karel I - die net als Lammasch naar een snelle vrede met de Ententemogendheden streefde - Lammasch om premier van het Oostenrijkse deel van de Donaumonarchie te worden. Lammasch sloeg het aanbod van de keizer echter af.
Van 1917 tot 1918 was hij lid van de Rijksraad (lagerhuis Oostenrijks parlement) en werkte nauw samen met de zogenaamde "Groep Meinl" die onder leiding stond van de levensmiddelenfabrikant/diplomaat en pacifist Julius Meinl II.

### Laatste premier van hetkeizerrijkOostenrijk
In de loop van 1918 werd hij door de keizer benoemd tot lid van een commissie die de federalisering van het Oostenrijkse deel van de Donaumonarchie moest onderzoeken. De commissie concludeerde dat alle volkeren van Oostenrijk (Cisleithanië) autonomie moesten krijgen onder de kroon. In oktober 1918 nam keizer Karel I de conclusies van de commissie over en kondigde de federalisering van Oostenrijk af (het koninkrijk Hongarije werd buiten de federaliseringsplannen gehouden) en op 27 oktober 1918 werd Lammasch premier. De veranderingen die premier Lammasch wilde doorvoeren kwamen echter te laat: Oostenrijk-Hongarije was zo goed als verslagen en de volkeren van Oostenrijk (inclusief de Duitstaligen) wezen de federaliseringsplannen af.
Op 11 november 1918 ondertekende keizer Karel I een document waarin hij "afzag van ieder aandeel in de staatszaken" van Oostenrijk. Naast Karel I, ondertekende ook Lammasch - met pijn in het hart - dit document. Lammasch trad hierna af als premier. Karl - die overigens geen afstand deed van de troon - benoemde Lammasch tot commandeur in de Orde van de Heilige Stefanus. Op 12 november 1918 werd de Bondsrepubliek Oostenrijk uitgeroepen.
In 1919 maakte Lammasch deel uit van de Oostenrijkse delegatie bij de onderhandelingen die leidde tot het Vredesverdrag van Saint-Germain tussen Oostenrijk en de Entente. Het door het vredesverdrag drastisch verkleinde Oostenrijk moest volgens Lammasch een bakermat van vrede zijn en neutrale republiek worden. Oostenrijk moest integreren in een Verenigd Europa.
Na de Eerste Wereldoorlog vertegenwoordigde Lammasch Oostenrijk bij de Volkenbond.
Heinrich Lammasch overleed op 66-jarige leeftijd, op 6 januari 1920 in Salzburg. Hij werd als "moedige strijder van de vredesbeweging" begraven op het Ostfriedhof te Bad Ischl.

## Onderscheiding
- Commandeur Orde van de Heilige Stefanus (11 november 1918)

## Werken (selectie)
- Grundriss des österreich. Strafrechtes (1899)
- Die Fortbildung des Völkerrechts durch die Haager Konferenz (1900)
- Die Rechtskraft internat. Schiedssprüche (1913)
- Das Völkerrecht nach dem Kriege (1917)
- Das Friedesverband der Staaten (1919)

## Verwijzing
1. ↑  Onder Oostenrijk of Cisleithanië dient te worden verstaan het huidige Oostenrijk plus de Bohemen en Moravië en Slovenië